# Pierre Legros den yngre
Pierre Legros den yngre, född 12 april 1666 i Paris, död 3 maj 1719 i Rom, var en fransk skulptör under barocken. Han var son till Pierre Legros den äldre.

## Biografi
Pierre Legros var huvudsakligen verksam i Rom. Bland hans främsta verk märks altargruppen Religionen störtar kätteriet vid Ignatius av Loyolas gravmonument i kyrkan Il Gesù i Rom.
I ett rum i jesuitnovitiatet i anslutning till kyrkan Sant'Andrea al Quirinale skulpterade Legros 1702–1703 den döende sankt Stanislaus Kostka. Han använde sig av vit carraramarmor till helgonets ansikte, händer och fötter, svart basalt till klädnaden och gul sienesisk marmor till sängen.

## Skulpturer i Rom i urval
- Den salige Stanislaus Kostka på sin dödsbädd (1702–1703) – Sant'Andrea al Quirinale[2][3]
- Den helige Frans Xavier (1701–1702) – Sant'Apollinare[4]
- Den helige Ignatius av Loyola – Il Gesù[5]
- Religionen störtar kätteriet (1697) – Il Gesù[6][7]
- Madonna dei Miracoli (1716–1719) – San Giacomo in Augusta[8]
- Aposteln Tomas (1705–1711) – San Giovanni in Laterano[9]
- Aposteln Bartolomaios (1708–1718) – San Giovanni in Laterano[10]
- Gravmonument över kardinal Girolamo Casanate (1708) – San Giovanni in Laterano[11][12]
- Den helige Filippo Neri (1710) – Cappella Antamoro, San Girolamo della Carità[13]
- Stuckdekorationer – Santa Maria in Porta Paradisi[14]
- Den helige Aloysius Gonzagas förhärligande (1698) – Sant'Ignazio[15][16]
- Gravmonument över Gregorius XV (1717) – Sant'Ignazio[15]
- Den döde Pius V (relief; 1697–1698) – Cappella Sistina, Santa Maria Maggiore[17]
- Kardinal Girolamo Casanate – Biblioteca Casanatense[18]
- Tobit ger de tio talenterna åt Gabael (1703–1705) – Santissima Trinità in Palazzo Monte di Pietà[19][20]

## Bilder

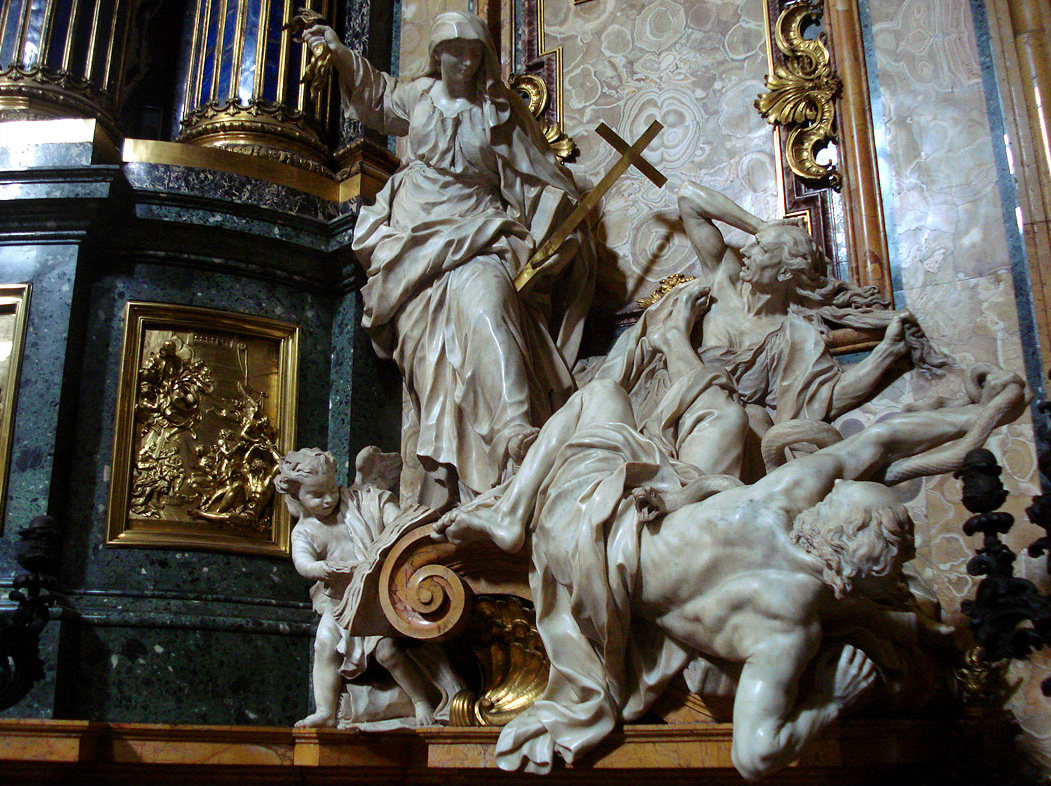
Religionen störtar kätteriet.
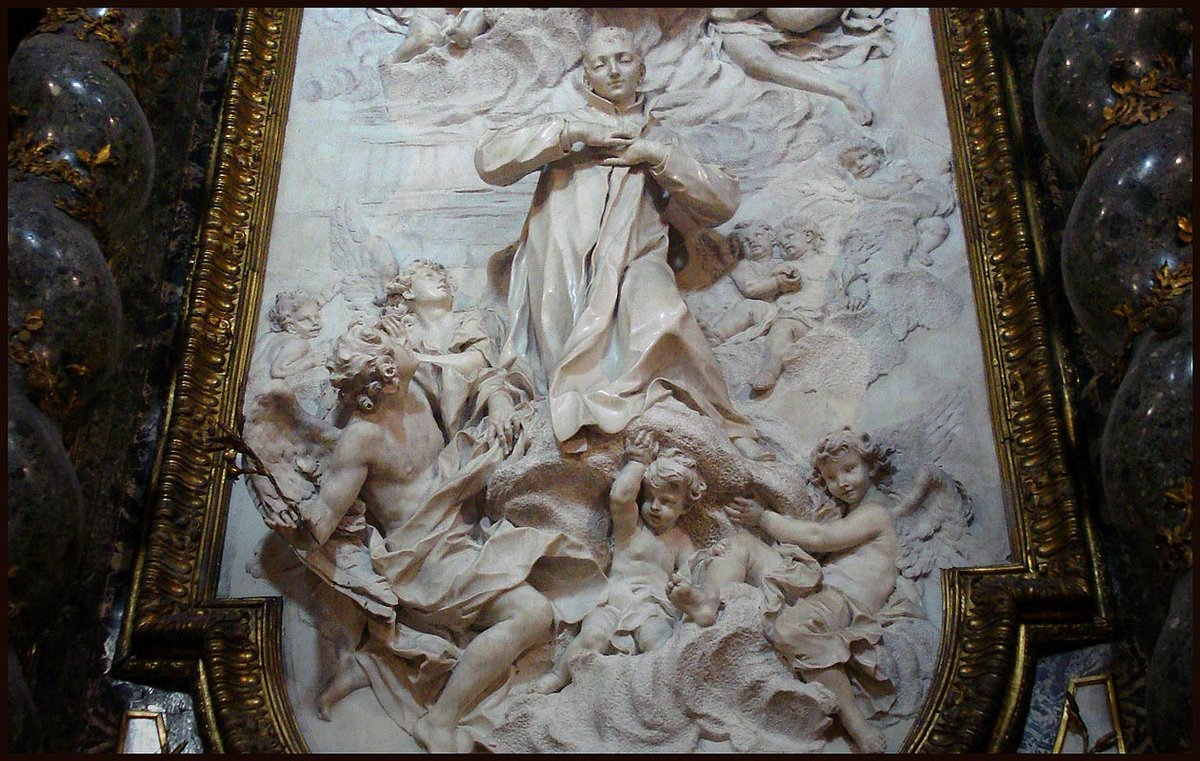
Detalj av högreliefen Den helige Aloysius Gonzagas förhärligande.
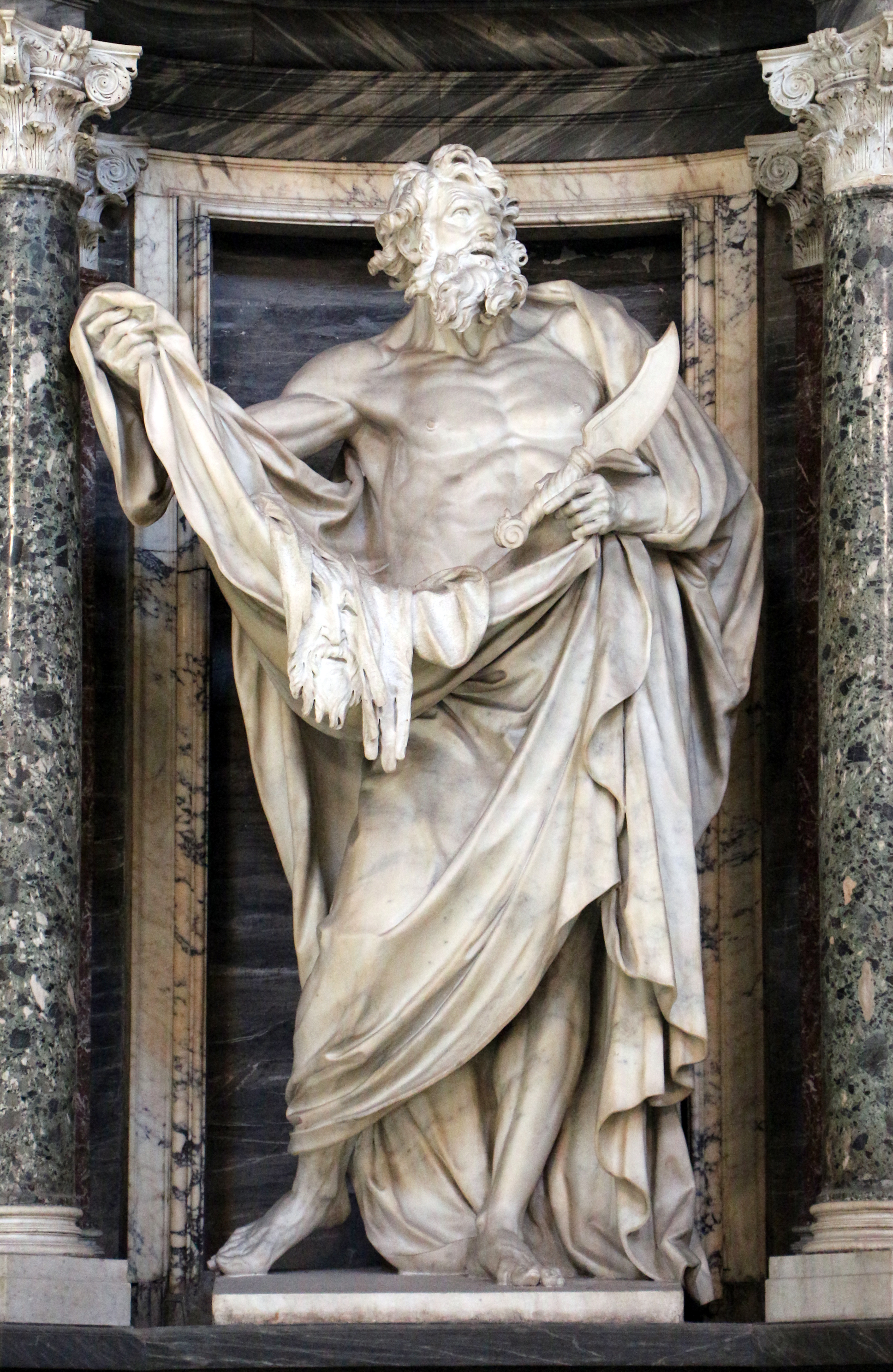
Aposteln Bartolomaios.